# Part Alta
La Part Alta de Tarragona, és el nom del centre històric de la ciutat. És la part de la ciutat situada sobre la muntanyeta de Tarragona i que està al voltant de la Catedral.
Coincideix amb l'antic Fòrum Provincial de Tàrraco. Estava envoltada per la muralla romana, d'uns 4 km. al segle iii aC, tot i que en l'actualitat només es conserva al voltant d'1 km. i una porta adovellada original. La part alta o barri antic correspon al perímetre que ocupava la ciutat medieval, dalt el turó, la qual s'havia establert sobre el que se'n podria dir l'acròpoli de la Tàrraco romana. Aquest barri apareix perfectament delimitat per les muralles.
Durant gran part de l'edat mitjana, la Part Alta fou el principal nucli de població de Tarragona, que en aquella època formava una discontinuïtat amb el barri mariner, el Serrallo.

## Festes i tradicions
Tot i que actualment la Part Alta ja no és el centre neuràlgic de la ciutat, sí que segueix sent el lloc on se celebren totes les festes populars, sobretot a ser el districte tradicional i a tenir dins de la seva zona la Catedral. És també la zona de la ciutat amb més locals d'oci i bars, conjuntament amb la Part Baixa.

## Monuments importants a la Part Alta
- La Catedral de Tarragona
- El Pretori
- La Casa Castellarnau
- La Casa Canals
- El Palau Arquebisbal
- El Seminari de Tarragona
- Les Muralles romanes

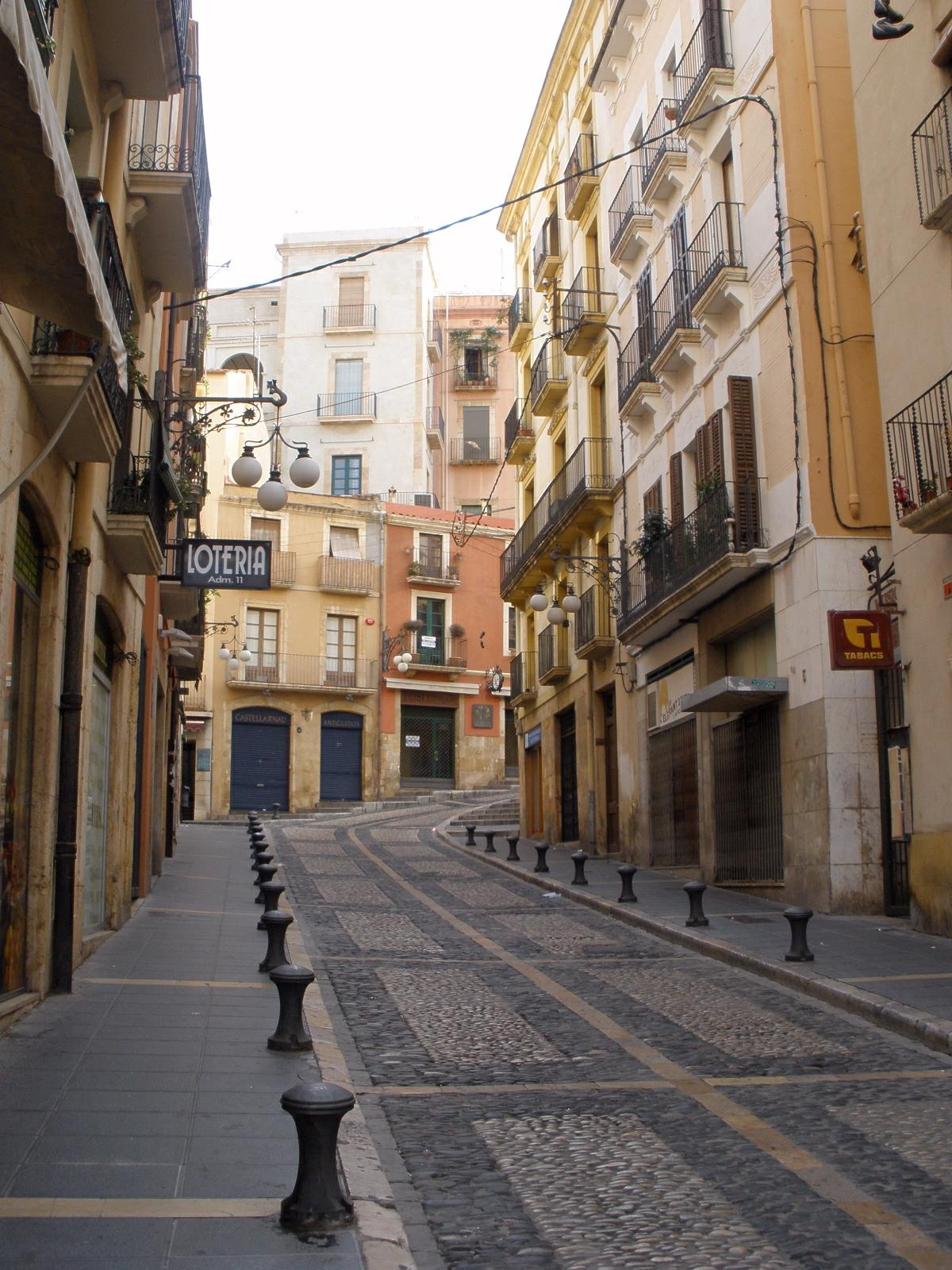
Vista de la Baixada de la Misericòrdia

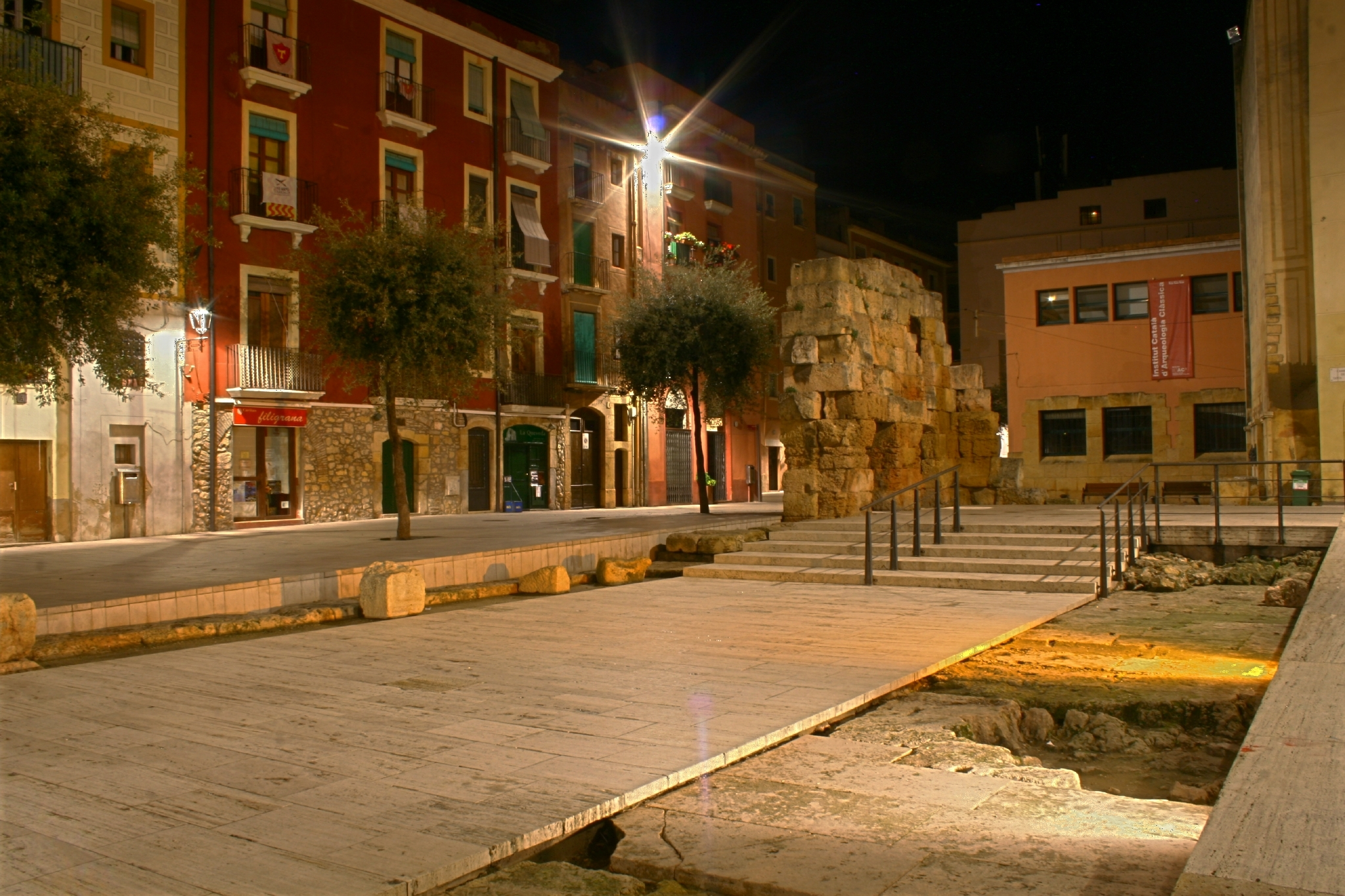
La Plaça del Fòrum

- El Museu Nacional Arqueològic de Tarragona
- L'emblemàtic Carrer Major
- Les restes del Circ romà de Tarragona
- La Plaça de la Font
- L'Antic Ajuntament de Tarragona
- El Carrer del Cós del Bou
- El Carrer Merceria i els seus arcs
- La plaça del Fòrum